# Lechia Gdańsk
Lechia Gdańsk [ˈlɛxja ˈgdaɲsk], är en fotbollsklubb från Gdańsk i Polen. Klubben bildades av polacker som blivit tvångsdeporterade från Lviv i Ukraina. De hade där tidigare varit supportrar av det lokala "Lechia Lviv", polens äldsta klubb som slutade existera efter att staden togs över av Sovjetunionen efter andra världskriget.
Lechia Gdansk har aldrig vunnit polska ligan, däremot har man vunnit cupen en gång, år 1983. Laget var som bäst under 50- och 80-talet. År 2008 kom man in i högsta ligan efter en lång resa från division VII som tog 6 år. Den största rivalen är Arka Gdynia som är från samma region. 
Många av fansen var under 80-talet verksamma inom Solidaritet (fackförening) och deltog aktivt i kampen mot den kommunistiska regimen som störtades 1989. Därför är det inte ovanligt att exempelvis se antikommunistiska slogans på läktarna.
Lechias fans är allierade med Wisla Kraków och Śląsk Wrocław.
Bland klubbens kända supportrar finns bland annat solidaritet rörelsens ledare Lech Walesa och landets nuvarande premiärminister Donald Tusk.

## Meriter
- Polska Cupen: 1983, 2019
- Polska Supercupen: 1983

## Kända spelare
| Burkina Faso - Abdou Razack Traoré Ghana - Fred Benson Japan - Daisuke Matsui Lettland - Sergejs Kožans - Oļegs Laizāns - Ivans Lukjanovs Polen - Krzysztof Bąk - Jarosław Bieniuk - Paweł Buzała |  | - Tomasz Dawidowski - Adam Fedoruk - Paweł Kapsa - Rafał Kosznik - Wojciech Łazarek - Sebastian Mila - Tomasz Moskal - Arkadiusz Mysona - Karol Piątek - Grzegorz Rasiak - Grzegorz Szamotulski - Łukasz Trałka - Hubert Wołąkiewicz - Marek Zieńczuk |

## Hemmaarena
PGE Arena Gdańsk är en arena i Gdańsk i Polen där man spelade matcher vid Europamästerskapet i fotboll för herrar 2012. Arenan invigdes i juni 2011 och den första matchen spelades mellan Lechia Gdańsk och Cracovia 14 augusti 2011.
|  |  |  |